# Reflections of a Shadow
Reflections of a Shadow – piąty album studyjny niemieckiego zespołu heavymetalowego Rage wydany 4 grudnia 1990 roku przez Noise Records.

## Lista utworów
1. „Introduction (A Bit More of Green)” – 1:33
2. „That’s Human Bondage” – 4:26
3. „True Face in Everyone” – 5:12
4. „Flowers That Fade in My Hand” – 7:40
5. „Reflections of a Shadow” – 3:53
6. „Can’t Get Out” – 5:03
7. „Waiting for the Moon” – 4:40
8. „Saddle the Wind” – 4:06
9. „Dust” – 4:49
10. „Nobody Knows” – 3:50

## Skład zespołu
- Peavy – śpiew, gitara basowa
- Manni Schmidt – gitara akustyczna i elektryczna
- Chris Ephthimiadis – perkusja